# Heyang
Heyang (en chino, 合阳; pinyin, Héyáng, léase Jə-Yang) es un condado  bajo la administración directa de la Prefectura Weinan en la Provincia de Shaanxi, República Popular China. Su área es de 1317 km² y su población total en 2010 superó los 430 mil habitantes.

## Administración
Desde julio de 2020, el  Condado Heyang  se divide en 12 pueblos que se administran en 1 subdistrito y 11 poblados.